# Faremoutiers
Faremoutiers is een gemeente in het Franse departement Seine-et-Marne (regio Île-de-France) en telt 2287 inwoners (1999). De plaats maakt deel uit van het arrondissement Meaux.

## Geografie
De oppervlakte van Faremoutiers bedraagt 10,9 km², de bevolkingsdichtheid is 209,8 inwoners per km².

## Aangrenzende gemeenten
De gemeente van Faremoutiers maakt deel uit van het kanton Coulommiers.
| Aangrenzende gemeenten | Aangrenzende gemeenten | Aangrenzende gemeenten | Aangrenzende gemeenten | Aangrenzende gemeenten      |
| ---------------------- | ---------------------- | ---------------------- | ---------------------- | --------------------------- |
|                        |                        |                        |                        | Pommeuse                    |
|                        |                        |                        |                        |                             |
| La Celle-sur-Morin     | Mouroux                |                        |                        |                             |
|                        |                        |                        |                        |                             |
|                        |                        | Hautefeuille           |                        | Saint-Augustin, Mauperthuis |

De onderstaande kaart toont de ligging van Faremoutiers met de belangrijkste infrastructuur en aangrenzende gemeenten.

## Demografie
Onderstaande figuur toont het verloop van het inwonertal (bron: INSEE-tellingen).